# 奈良市立都跡中学校
奈良市立都跡中学校（ならしりつ みあとちゅうがっこう）は、奈良県奈良市柏木町にある公立中学校。

## 通学区域
- 奈良市立都跡小学校通学区域（山陵町の一部を除く。）[1]

## 通学区域が隣接している学校
- 奈良市立京西中学校
- 奈良市立伏見中学校
- 奈良市立平城中学校
- 奈良市立三笠中学校
- 奈良市立春日中学校
- 奈良市立都南中学校
- 大和郡山市立郡山中学校